# Walter Moody
Walter Leroy Moody Jr. (24 de marzo de 1935-19 de abril de 2018) fue un asesino convicto estadounidense que fue condenado a muerte y ejecutado en Alabama por el asesinato con carta bomba de Robert Smith Vance en 1989, un juez federal de EE. UU. que formaba parte de la Corte de Apelaciones para el Circuito 11.
Cuando Moody fue ejecutado mediante inyección letal en abril de 2018, se convirtió en el condenado a muerte de mayor edad en ser ejecutado desde que se restableció la pena de muerte en 1976.

## Antecedentes
Walter Moody Jr. nació el 24 de marzo de 1935 en Rex, Georgia, y se crio en Fort Valley. Creció como el mayor de tres hijos y pasó gran parte de su tiempo "jugueteando con la maquinaria". Se graduó en la Peach County High School en 1953, y ocupó multitud de puestos militares en los años anteriores a 1961.
Tras su salida del ejército, Moody reanudó su educación, tomando clases en una pequeña universidad, consideró la posibilidad de convertirse en neurocirujano, pero no obtuvo buenas calificaciones. Tras una evaluación psiquiátrica en 1967, se le caracterizó por albergar pensamientos violentos, y el médico que lo evaluó, Thomas M. Hall, testificó que "temía constantemente" que Moody se metiera en una situación que acabara en "algún tipo de destrucción hacia la sociedad".
El 7 de mayo de 1972, la entonces esposa de Moody, Hazel, abrió un paquete que encontró en su cocina. Resultó ser una bomba de tubo casera que explotó delante de ella, desgarrándole la mano, el muslo y el hombro, y enviándole chatarra al ojo. Necesitó seis operaciones para tratar todas sus lesiones. Moody fue juzgado por fabricar la bomba con la intención de enviársela a un concesionario de automóviles que le había embargado el coche, y el 19 de octubre de 1972 fue declarado inocente de la fabricación de la bomba, pero fue declarado culpable de poseerla y condenado a cinco años en la Penitenciaría Federal de Atlanta.
Moody y su esposa se divorciaron poco después de su condena.

## Asesinato de Vance y atentados relacionados
El 16 de diciembre de 1989, el juez federal Robert Smith Vance fue asesinado en su casa de Mountain Brook, Alabama, cuando abrió un paquete que contenía una bomba casera improvisada. Vance murió instantáneamente y su esposa, Helen, resultó gravemente herida. Después de una extensa investigación, Moody y su segunda esposa, Susan McBride, fueron arrestados el 13 de julio de 1990. McBride fue liberada con una fianza de $250,000 en una semana y luego testificó contra Moody conforme a un acuerdo de inmunidad.
Moody fue acusado de los asesinatos del juez Vance y de Robert E. Robinson, un abogado negro de derechos civiles con sede en Savannah, Georgia, que había muerto en una explosión aparte en su oficina dos días después, el lunes 18 de diciembre. Moody también fue acusado de enviar bombas por correo que fueron desactivadas en la sede del Tribunal del Undécimo Circuito en Atlanta y en la oficina de Willye Dennis de la NAACP en Jacksonville, Florida.
Louis J. Freeh, quien procesó el caso federal a instancias de Robert Mueller, dijo que los atentados con bombas en las oficinas de Robinson y NAACP tenían como objetivo desviar la atención de Moody. El asesinato de Vance por parte de Moody y su intento de bombardear el Undécimo Circuito fueron motivados por la negativa de la Corte a borrar la condena de Moody por la explosión de 1972 en su casa, a pesar de que Vance no estaba en el panel que tomó esa decisión, ni fue es responsable de su decisión.

## Juicio, corredor de la muerte y ejecución
Después de que se ingresó una orden ordenando la recusación de todos los jueces de circuito y distrito dentro del Undécimo Circuito, el juicio de Moody por asesinato y delitos relacionados fue presidido por el juez Edward Devitt, del Distrito de Minnesota. Tras un exitoso proceso a cargo de los fiscales especiales Louis J. Freeh y Howard Shapiro, Moody fue condenado por todos los cargos. Fue condenado a siete cadenas perpetuas federales. Un jurado del tribunal estatal de Alabama condenó posteriormente a Moody por el asesinato del juez Vance; Moody fue condenado a muerte por electrocución en 1997. Permaneció en el corredor de la muerte en el centro penitenciario de Holman, cerca de Atmore, Alabama, desde el 13 de febrero de 1997.
Se alega que Moody intentó ejecutar a un esquema Ponzi desde el corredor de la muerte en algún momento alrededor de 2015, según una anciana anónima de Florida que afirmó haber recibido una carta con el remitente del Centro Correccional Holman de Moody, aunque no se sabía que Moody lo hubiera hecho. enfrentar cualquier acción disciplinaria como resultado.
El 23 de febrero de 2018, se fijó como fecha de ejecución para Moody el 19 de abril de 2018. Posteriormente fue ejecutado en esta fecha, a las 8:42 p. m., con 83 años y 26 días en el momento de la ejecución, fue el recluso más anciano ejecutado en los Estados Unidos en la era posterior a Furman, superando el récord anterior establecido por la ejecución de John B. Nixon, quien fue ejecutado en Mississippi en diciembre de 2005 a la edad de 77 años, 8 meses y 13 días. Se negó a hacer una declaración final y su última comida fue un Philly cheesesteaks, un Dr Pepper y M&M's.

## En la cultura popular
- El caso apareció en el episodio "Deadly Delivery" de Forensic Files que se emitió por primera vez el 29 de octubre de 1998.[3]
- Apareció en el episodio "Living in Terror" de The New Detectives.
- En FBI Criminal Pursuit (Temporada 1, Episodio 1 - "Asesinato por correo").